# Карол Добіаш
Карол Добіаш — колишній чехословацький та словацький футболіст і тренер. Протягом своєї кар'єри він був різноплановим гравцем, переважно перебуваючи на позиціях захисника та центрового.

## Кар'єра гравця
Майбутній спортсмен народився в Гандлові, де й розпочав свою спортивну кар'єру в місцевому футбольному клубі Baník Handlová. 1965 року він переходить до «Спартака» в Трнаві, де досягає найбільшого успіху, як гравець. Зокрема в складі цієї команди він стає п'яти разовим чемпіоном Чехословаччини та виграє три національні кубки.
З 1970 по 1971 рік він визнаний найкращим футболістом Чехословаччини. В цей же період бере участь в змаганнях за кубок FIFA 1970 року, а 1976 року в складі чехословацької збірної виграє Євро-1976. Тоді, в фінальній грі на чемпіонаті Європи Карол Добіаш забив другий гол, що забезпечив його збірній перемогу над збірною Західної Німеччини.
1977 року Карол переходить до празького футбольного клубу «Богеміанс 1905».
За свою спортивну кар'єру Добіаш зіграв в 344 матчах чехословацької ліги та забив двадцять голів. 1980 року він отримав дозвіл трансферу за кордон і, скориставшись можливістю, переходить до бельгійської команди «Локерен» (нід. Koninklijke Sporting Club Lokeren Oost-Vlaanderen). Закінчив свою кар'єру гравця 1984 року в клубі «Гент» (нід. Koninklijke Racing Club Gent-Zeehaven).

## Тренерська кар'єра
Вперше спробувати себе в ролі тренера Добіашу випала можливість у молодіжному складі «Богеміанс 1905». У 1988—1989 роках він керував футбольною командою в Гра́дець-Кра́лове, але був звільнений через 14 ігрових днів. У вересні 1990 року його призначили на аналогічну посаду до чеського міста Брно в команду «Збройовка», де протримався всього один ігровий сезон. 1993—1994 роки — час роботи в празькій «Спарті», завдяки чому вона виграла лігу Чехії. В наступні два роки Карол тренує молодший склад цієї команди, а потім ще протягом багатьох років працює агентом для цієї команди.
На сезон 2003—2004 років обраний асистентом до футбольної команди «Боге́міанс 1905», але в січні 2004 року контракт було скасовано.

## Титули і досягнення
Гравець
- Чемпіон Чехословаччини: 1967–68, 1968–69, 1970–71, 1971–72, 1972–73
- Володар Кубка Чехословаччини: 1966–67, 1970–71, 1974–75
- Чемпіон Європи: 1976

Тренер
- Чемпіон Чехії: 1993–94